# A Holland Antillák az 1988. évi nyári olimpiai játékokon
A Holland Antillák a dél-koreai Szöulban megrendezett 1988. évi nyári olimpiai játékok egyik részt vevő nemzete volt. Az országot az olimpián 3 sportágban 3 sportoló képviselte, akik összesen 1 érmet szereztek. A Holland Antillák első érmét szerezte az olimpiai játékok történetében.

## Érmesek
| Érem  | Versenyző   | Sportág    | Versenyszám |
| ----- | ----------- | ---------- | ----------- |
| Ezüst | Jan Boersma | Vitorlázás | Divízió II  |

## Sportlövészet
Női
| Versenyző    | Versenyszám | Selejtező | Selejtező | Döntő   | Döntő    |
| Versenyző    | Versenyszám | Pont      | Helyezés  | Pont    | Helyezés |
| ------------ | ----------- | --------- | --------- | ------- | -------- |
| Jeanne Lopes | Légpuska    | 364       | 45.       | kiesett | kiesett  |

## Úszás
Férfi
| Versenyző    | Versenyszám | Előfutam | Előfutam | Előfutam | Döntő | Döntő | Döntő | Helyezés |
| Versenyző    | Versenyszám | Idő      | Hely.    | Össz.    | Típus | Idő   | Hely. | Helyezés |
| ------------ | ----------- | -------- | -------- | -------- | ----- | ----- | ----- | -------- |
| Hilton Woods | 50 m gyors  | 23,46    | 6.       | 17.      | B     | 23,65 | 8.    | 16.      |
| Hilton Woods | 100 m gyors | 50,73    | 1.       | 9.*      | B     | 51,25 | 8.    | 16.      |

* - egy másik versenyzővel azonos eredményt ért el

## Vitorlázás
Férfi
| Versenyző   | Versenyszám | Futam | Futam | Futam | Futam | Futam | Futam  | Futam | Pontszám | Helyezés |
| Versenyző   | Versenyszám | 1     | 2     | 3     | 4     | 5     | 6      | 7     | Pontszám | Helyezés |
| ----------- | ----------- | ----- | ----- | ----- | ----- | ----- | ------ | ----- | -------- | -------- |
| Jan Boersma | Divízió II  | 0,0   | 14,0  | 14,0  | 11,7  | 0,0   | (16,0) | 3,0   | 42,7     |          |